# Noël Mamère
Noël Mamère (Libourne, 25 dicembre 1948) è un politico e giornalista francese. 
Tra le varie formazioni ambientaliste in cui ha militato, ha fatto parte del partito dei Verdi (Les Verts).

## Biografia
Raggiunse la fama negli anni ottanta come giornalista TV: era conduttore del telegiornale serale di Antenne 2.
Nel 1990 aderisce al partito di Brice Lalonde Generazione Ecologia di cui quest'ultimo fu presidente, verrà espulso da questa formazione nel 1994. Fondò in seguito Convergenza Ecologia Solidarietà, del quale fu presidente, prima di aderire ai Verdi nel 1998.
Divenne sindaco della cittadina di Bègles, nella Gironde, dal 1999 al 2017 e deputato all'Assemblea nazionale. Nel 2002 fu anche candidato presidenziale e guadagnò il 5,25% dei voti.
Il 5 giugno 2004 fu al centro di uno scandalo per aver celebrato il matrimonio di una coppia omosessuale.